# Rubén Alejandro Rojas
Rubén Rojas (nacido en Lanús el 31 de mayo de 1955) es un exfutbolista argentino que militó en varios equipos de su país, principalmente en las categorías de ascenso. Fue campeón de Primera División de Argentina con Rosario Central.

## Carrera
Tuvo su debut en 1975 defendiendo la casaca granate de Lanús, jugando el torneo de Primera B, por entonces segunda división del fútbol argentino. Al año siguiente pasó a Los Andes, jugando en la misma divisional. Se destacó al anotar 22 goles en la temporada, llegando al hexagonal final por el segundo ascenso, conseguido por Lanús.
Continuó en el conjunto milrayitas hasta 1978, protagonizando buenas campañas y consagrándose goleador en el torneo de ese último año al convertir 17 goles, halago compartido con Roberto Juárez (futbolista de Tigre. Estas destacadas actuaciones lo llevaron a ser fichado por Ferro Carril Oeste, equipo de la Primera División. 
Tras un paso por Atlas de Guadalajara en México, en 1982 retornó a la segunda categoría para jugar por Deportivo Morón; al año siguiente jugó en Atlanta, formando parte del plantel que consiguió el ascenso al círculo máximo.
Luego de un regreso a Los Andes, le tocó un nuevo gran desafío en 1985, al ser contratado por Rosario Central, equipo que había descendido a la Segunda División tras una mala campaña en 1984. Llegó a pedido de Pedro Marchetta, amplio conocedor de las categorías de ascenso. Participó en 39 de los 42 partidos de su equipo, marcando 10 goles y realizando una gran contribución para la obtención del título y consecuentemente el ascenso a Primera.
A causa de una adecuación en el calendario deportivo del fútbol argentino, Rosario Central pasó los primeros seis meses de 1986 sin competir oficialmente, por lo que cedió a préstamo a sus jugadores. Rojas tuvo así un breve retorno a su club de formación, Lanús.
Iniciado el Campeonato de Primera División 1986-87 volvió a Rosario Central, entrenado ya por Ángel Tulio Zof. Su participación se redujo, llegando a disputar 7 partidos durante la primera rueda, marcando un gol. Completó el torneo jugando para Deportivo Italiano, protagonizando un hecho curioso, ya que formó parte del plantel del equipo campeón (Rosario Central) y también de uno de los equipos descendidos (Italiano).
En la temporada 1987-88 bajó a jugar nuevamente a Primera B, que tras la creación de la Primera B Nacional pasó a ser la tercera categoría del fútbol de Argentina. Lo hizo en Talleres de Remedios de Escalada; nuevamente aportó su juego y su cuota goleadora para lograr el ascenso a la segunda división, tras derrotar a Almagro en una final desempate. El encuentro finalizó 1-1 (gol de Rojas para Talleres) y se definió por penales a favor del cuadro de Escalada.
Continuó su carrera jugando para Douglas Haig en el Campeonato Nacional B 1989-90, mientras que hizo lo propio en Villa Dálmine en la edición 1991-92 de la categoría.

## Clubes
| Club               | País      | Año       |
| ------------------ | --------- | --------- |
| Lanús              | Argentina | 1975      |
| Los Andes          | Argentina | 1976-1978 |
| Ferro Carril Oeste | Argentina | 1978-1981 |
| Atlas              | México    | 1981-1982 |
| Deportivo Morón    | Argentina | 1982      |
| Atlanta            | Argentina | 1983      |
| Los Andes          | Argentina | 1984      |
| Rosario Central    | Argentina | 1985      |
| Lanús              | Argentina | 1986      |
| Rosario Central    | Argentina | 1986      |
| Italiano           | Argentina | 1987      |
| Talleres (RdE)     | Argentina | 1987-1988 |
| Douglas Haig       | Argentina | 1989-1990 |
| Villa Dálmine      | Argentina | 1991-1992 |

## Palmarés
| Título           | Equipo          | País      | Año     |
| ---------------- | --------------- | --------- | ------- |
| Segunda División | Atlanta         | Argentina | 1983    |
| Segunda División | Rosario Central | Argentina | 1985    |
| Primera División | Rosario Central | Argentina | 1986-87 |
| Tercera División | Talleres (RdE)  | Argentina | 1987-88 |

### Distinciones individuales
| Logro                        | Equipo    | País      | Año  |
| ---------------------------- | --------- | --------- | ---- |
| Goleador de Segunda División | Los Andes | Argentina | 1978 |